# Administración Provincial del Seguro de Salud
APROSS (acrónimo: Administración Provincial del Seguro de Salud) Creada por la ley provincial N°9277 (Córdoba), el 1 de enero de 2006 en Córdoba, Argentina. Es una entidad autárquica con individualidad financiera. Junto con el PAMI concentran el 70% de los afiliados provinciales.
Es un seguro social solidario (no es una Obra Social) de la Provincia de Córdoba que pretende ser el eje para el Seguro Provincial de Salud. Su función es la de organizar y administrar un sistema de seguro de atención médica para los habitantes de la provincia, con el fin de organizar la salud de la población mediante coberturas de atención médica con el aporte solidario de todos sus afiliados. Su objetivo como organización es el de brindar la mayor cobertura y la excelencia en la administración de la atención médica, con un sistema solidario y proporcional a todos los afiliados, mejorando día a día las coberturas asistenciales y eliminando el pago de plus adicionales (aun no logrado)

## Historia

### Instituto Provincial de Atención Médica (IPAM)
Los inicios del APROSS se remontan a los conflictos político-sindical de los años '70 (Puebladas). A un año del Cordobazo el entonces Presidente Juan Carlos Onganía sanciona la Ley Nacional N°18.610 de Obras Sociales. En Córdoba se sanciona junto con el Estatuto del Empleado Público, la primera Ley de Obra Social del país el 7 de abril de 1970 creando en el mismo el Instituto Provincial de la Salud (IPROSA). Un año más tarde, el 26 de noviembre de 1971 durante la larga huelga del SEP intervenido por el gobierno, el flamante interventor de facto de la Provincia Contralmirante Helvio Nicolás Guozden a los meses de renunciar Uriburu deroga la ley N° 5.174 IPROSA en la nueva ley Provincial N°5.299 dando origen al Instituto Provincial de Atención Médica (IPAM).

### IPAM se convierte en APROSS
Durante los años siguientes a la creación del IPAM, se fueron incorporando servicios y prestaciones mucho más allá de lo previsto en la ley 5299.
El 22 de diciembre de 2005 el Gobernador regente José Manuel De La Sota envío al Poder Legislativo el proyecto de reforma del IPAM con el objeto de adoptar una denominación correcta y acorde con los fines específicos de la institución y la incorporación de nuevos horizontes y nuevas facultades. Es así que el 27 de diciembre del mismo año se sanciona la Ley Provincial N° 9.277 que da origen la denominación "Administración Provincial del Seguro de Salud"

### Unidad Sanatorial "Raúl Ángel Ferreyra"
El 9 de junio de 2009 el Gobernador de la Provincia Juan Schiaretti anuncia la expropiación del edificio donde funcionaba el Hospital Español a los fines de crear un hospital destinado a la atención de afiliados del Apross. El 14 de septiembre de 2011 se inaugura la Unidad Sanatorial "Raúl Ángel Ferreyra" nombrado en honor al exdirigente del Sindicato de Empleados Públicos cuatro veces Secretario General impulsor de la participación de los afiliados en la conducción del IPAM. Quien además en 1971 condujo la huelga de 40 días, la más larga que hayan sostenido los empleados públicos. El Hospital cuenta con todas las especialidades, posee 4 quirófanos, sala de terapia intensiva para adultos y pediátrica, UCO, neonatología, shock room en la guardia externa, y 120 camas de internación, servicio de hemodinamia diagnóstica y terapéutica, diagnóstico por imágenes, laboratorio bioquímico de baja y alta complejidad, 22 consultorios externos, más de 250 profesionales y 150 enfermeros.

### Fertilización asistida
Pionero en este campo,  Desde la sanción de la ley provincial de Fertilización asistida en 2010, los afiliados reciben la cobertura tratameintos de fertilidad asistid: la inducción a la ovulación, inseminación artificial intrauterina con semen del cónyuge, fertilización “in vitro” (FIV) e inyección intracitoplasmática de espermatozoides (ICSI)..